# Lissodynerus nigripennis
Lissodynerus nigripennis är en stekelart som beskrevs av Giordani Soika 1993. Lissodynerus nigripennis ingår i släktet Lissodynerus och familjen Eumenidae. Inga underarter finns listade i Catalogue of Life.